# Cacciatori di miti
Cacciatori di miti (Raiders of the Lost Past) è una serie televisiva documentaristica britannica. È stata distribuita internazionalmente come Myth Hunters e in Italia è nota anche come A caccia di miti, titolo con il quale è andata in onda in chiaro su Focus nel corso del 2014.

## Episodi

### Prima stagione
| Nº USA | N° ITA | Titolo originale                       | Titolo italiano                          | Prima TV UK      | Prima TV Italia |
| ------ | ------ | -------------------------------------- | ---------------------------------------- | ---------------- | --------------- |
| 1      | 2      | Hitler and the Spear of Destiny        | Hitler e la lancia del destino           | 26 ottobre 2012  | 20 marzo 2013   |
| 2      | 1      | The Quest for Noah's Ark               | Alla ricerca dell'Arca di Noè            | 2 novembre 2012  | 20 marzo 2013   |
| 3      | 5      | The Missing Eighth Wonder of the World | L'ottava meraviglia del mondo            | 9 novembre 2012  | 3 aprile 2013   |
| 4      | 3      | The Hunt for Pirate Treasure           | Il tesoro del Capitano Kidd              | 16 novembre 2012 | 27 marzo 2013   |
| 5      | 4      | The Real King Solomon's Mines          | Le miniere di Re Salomone                | 23 novembre 2012 | 27 marzo 2013   |
| 6      | 6      | The Lost Sword of the Samurai          | Samurai: il mistero della spada perfetta | 30 novembre 2012 | 3 aprile 2013   |
| 7      | 7      | Himmler and the Holy Grail             | Himmler e il Santo Graal                 | 7 dicembre 2012  | 10 aprile 2013  |
| 8      | 8      | The Hunt for the Book of Spells        | Alla ricerca del libro degli incantesimi | 4 gennaio 2013   | 10 aprile 2013  |
| 9      | 9      | The Lost City of El Dorado             | La ricerca perduta di El Dorado          | 11 gennaio 2013  | 17 aprile 2013  |
| 10     | 10     | The Nazis and the Book of Power        | Il libro del potere del Terzo Reich      | 18 gennaio 2013  | 17 aprile 2013  |
| 11     | 11     | Raider Ron and the Lost Ark            | L'Arca dell'Alleanza                     | 25 gennaio 2013  | 24 aprile 2013  |
| 12     | 12     | The Search for the Crystal Skulls      | Il mistero dei teschi di cristallo       | 1º febbraio 2013 | 24 aprile 2013  |
| 13     | 13     | The Quest for the True Cross           | I poteri della vera croce di Gesù        | 8 febbraio 2013  | 1º maggio 2013  |

### Seconda stagione
| nº | Titolo originale                         | Titolo italiano                              | Prima TV UK      | Prima TV Italia  |
| -- | ---------------------------------------- | -------------------------------------------- | ---------------- | ---------------- |
| 1  | The Nazi Hunt for Atlantis               | La ricerca nazista di Atlantide              | 22 novembre 2013 | 20 gennaio 2015  |
| 2  | The Lost Spanish Gallion                 | Il galeone spagnolo                          | 29 novembre 2013 | 9 dicembre 2014  |
| 3  | The Search for King Arthur's Bones       | Alla ricerca delle ossa di Re Artù           | 14 dicembre 2013 | 18 novembre 2014 |
| 4  | The Lost Library of Ivan the Terrible    | La libreria dimenticata di Ivan il terribile |                  | 16 dicembre 2014 |
| 5  | The Legend of Kruger's Millions          | Le ricchezze di Kruger                       |                  | 13 gennaio 2015  |
| 6  | The Lost Dutchman's Mine                 | La miniera abbandonata                       |                  | 25 novembre 2014 |
| 7  | The Hunt for the Garden of Eden          | Alla ricerca del giardino dell'Eden          |                  | 2 dicembre 2014  |
| 8  | The Curse of Montezuma's Gold            | La corsa all'oro di Montezuma                |                  | 23 dicembre 2014 |
| 9  | The Relics of Joan of Arc                | La reliquia di Giovanna D'Arco               |                  | 30 dicembre 2014 |
| 10 | The Quest for the Labyrinth              | L'avventura nel labirinto                    |                  | 6 gennaio 2015   |
| 11 | The Lost Jewels of Helen of Troy         | I leggendari gioielli di Elena di Troia      |                  | 27 gennaio 2015  |
| 12 | The Secret of the Copper Dead Sea Scroll | Il segreto della pergamena del Mar Morto     |                  | 3 febbraio 2015  |
| 13 | The Shogun's Lost Treasure               | Il perduto tesoro dello shogun               |                  | 10 febbraio 2015 |

### Terza stagione
| nº | Titolo originale                       | Titolo italiano                                | Prima TV UK      | Prima TV Italia  |
| -- | -------------------------------------- | ---------------------------------------------- | ---------------- | ---------------- |
| 1  | Yamashita's Gold                       | L'oro di Yamashita                             | 19 dicembre 2014 | 17 dicembre 2015 |
| 2  | The Veil of Veronica                   | Il velo di Veronica                            | 26 dicembre 2014 | 3 dicembre 2015  |
| 3  | The Lost Ship of the Mojave Desert     | Il vascello dimenticato del deserto del Mojave | 2 gennaio 2015   | 24 dicembre 2015 |
| 4  | The Mystery of the Spider Rocks        | L'enigma delle Spider Rocks                    | 9 gennaio 2015   | 19 novembre 2015 |
| 5  | The Search for Nazi Gold               | Il tesoro nazista                              | 16 gennaio 2015  | 7 gennaio 2016   |
| 6  | The Curse of Treasure Mountain         | Il tesoro della montagna                       | 23 gennaio 2015  | 4 febbraio 2016  |
| 7  | The Men Who Found the Maya             | Gli uomini che scoprirono i Maya               | 30 gennaio 2015  | 28 gennaio 2016  |
| 8  | The Pirate Treasure of Cocos Island    | Il tesoro pirata delle Isole Cocos             | 6 febbraio 2015  | 12 novembre 2015 |
| 9  | The Chalice of Valencia                | Il calice di Valencia                          | 19 aprile 2015   | 11 febbraio 2016 |
| 10 | The Holy Grail and Royal Blood         | La coppa della vita e il sangue reale          | 26 aprile 2015   | 26 novembre 2015 |
| 11 | The Search for Machu Picchu            | La ricerca di Machu Pichu                      | 3 maggio 2015    | 10 dicembre 2015 |
| 12 | The Mystery of Thomas Beale's Treasure | Il mistero del tesoro di Thomas Beale          | 10 maggio 2015   | 14 gennaio 2016  |
| 13 | The Quest for Camelot                  | Alla ricerca di Camelot                        | 17 maggio 2015   | 21 gennaio 2016  |

### Annotazioni
1. ↑  Nota internazionalmente come The Search for Our Lady of Atocha.
2. ↑  Nota internazionalmente come The Secret of Superstition Mountain.
3. ↑  Nota internazionalmente come The Quest for the Minotaur's Labyrinth.
4. ↑  Nota internazionalmente come The Secret Within the Dead Sea Scroll.
5. ↑  Nota internazionalmente come The Priest, His Lover and the Holy Grail.

### Fonti
1. ↑   Raiders of the Lost Past, su worldmediarights.com, World Media Rights. URL consultato il 13 aprile 2014 (archiviato dall'url originale il 30 aprile 2014).
2. 1 2   » Ieri e oggi in TV 20/03/2013 – Ascolti di martedì 19 marzo 2013: 5,1 milioni (19,91%) per Ballarò; 4,5 milioni (16,64%) per la conclusione della fiction K2 – La montagna degli italiani; 3,5 milioni (13,81%) per la prima del film Unknown – Senza identità Antonio Genna Blog, su antoniogenna.com. URL consultato il 25 settembre 2017.
3. 1 2   » Ieri e oggi in TV 03/04/2013 – Ascolti di martedì 2 aprile 2013: la fiction Barabba chiude con 5,2 milioni (17,3%); 4,1 milioni (15,09%) per Ballarò; 3,2 milioni (11,66%) per il film 27 volte in bianco Antonio Genna Blog, su antoniogenna.com. URL consultato il 25 settembre 2017.
4. 1 2   » Ieri e oggi in TV 27/03/2013 – Ascolti di martedì 26 marzo 2013: oltre 8,4 milioni (28,51%) per Malta-Italia; 4,7 milioni (17,67%) per Ballarò; 2,8 milioni (9,89%) per il film Pretty Princess; malissimo su Canale 5 la prima parte della fiction Donne in gioco (2,4 milioni – 8,61%) Antonio Genna Blog, su antoniogenna.com. URL consultato il 25 settembre 2017.
5. 1 2   » Ieri e oggi in TV 10/04/2013 — Ascolti di martedì 9 aprile 2013: 6,4 milioni (22,23%) per la conclusione della fiction L’ultimo Papa Re; 4,1 milioni (15,65%) per Ballarò; 2,5 milioni (10,29%) per la prima del film The Next Three Days Antonio Genna Blog, su antoniogenna.com. URL consultato il 25 settembre 2017.
6. 1 2   » Ieri e oggi in TV 17/04/2013 — Ascolti di martedì 16 aprile 2013: 4,8 milioni (18,59%) per Ballarò; 4,6 milioni (16,6%) per il film Hachiko – Il tuo migliore amico; appena 3,7 milioni (14,36%) per la fiction Benvenuti a tavola 2 Antonio Genna Blog, su antoniogenna.com. URL consultato il 25 settembre 2017.
7. 1 2   » Ieri e oggi in TV 24/04/2013 — Ascolti di martedì 23 aprile 2013: 5 milioni (18,62%) per Ballarò; 4,7 milioni (17,18%) per la prima puntata della fiction Rosso San Valentino; 3,3 milioni (12,56%) per Benvenuti a tavola 2 Antonio Genna Blog, su antoniogenna.com. URL consultato il 25 settembre 2017.
8. ↑   » Ieri e oggi in TV 01/05/2013 — Ascolti di martedì 30 aprile 2013: 4,9 milioni (17,96%) per la terza puntata della fiction Rosso San Valentino; 3,9 milioni (15,18%) per Ballarò; Benvenuti a tavola 2 cala a 3,1 milioni (11,77%); appena l’1,56% per lo spettacolo teatrale Non contate su di noi Antonio Genna Blog, su antoniogenna.com. URL consultato il 25 settembre 2017.